# Joachimus Pieter Fockema Andreae
Joachimus Pieter Fockema Andreae (Leiden, 30 juli 1879 – Utrecht, 27 juli 1949) was burgemeester van Utrecht en commissaris van de Koningin in Groningen.

## Ambtenaar en wethouder
Na het Stedelijk Gymnasium te Leiden studeerde Fockema Andreae rechten aan de Rijksuniversiteit Leiden. In 1904 promoveerde hij cum laude op het onderwerp "Tien jaren rechtspraak van den Hoogen Raad". In datzelfde jaar volgde zijn benoeming tot commies-redacteur aan de gemeentesecretarie in Utrecht. In deze functie, waarbij hij zich specialiseerde in openbare werken en volkshuishouding, maakte hij zoveel indruk dat hij al op 26-jarige leeftijd plaatsvervangend gemeentesecretaris werd. In 1907 volgde dan zijn benoeming als wethouder openbare werken.

## Burgemeester

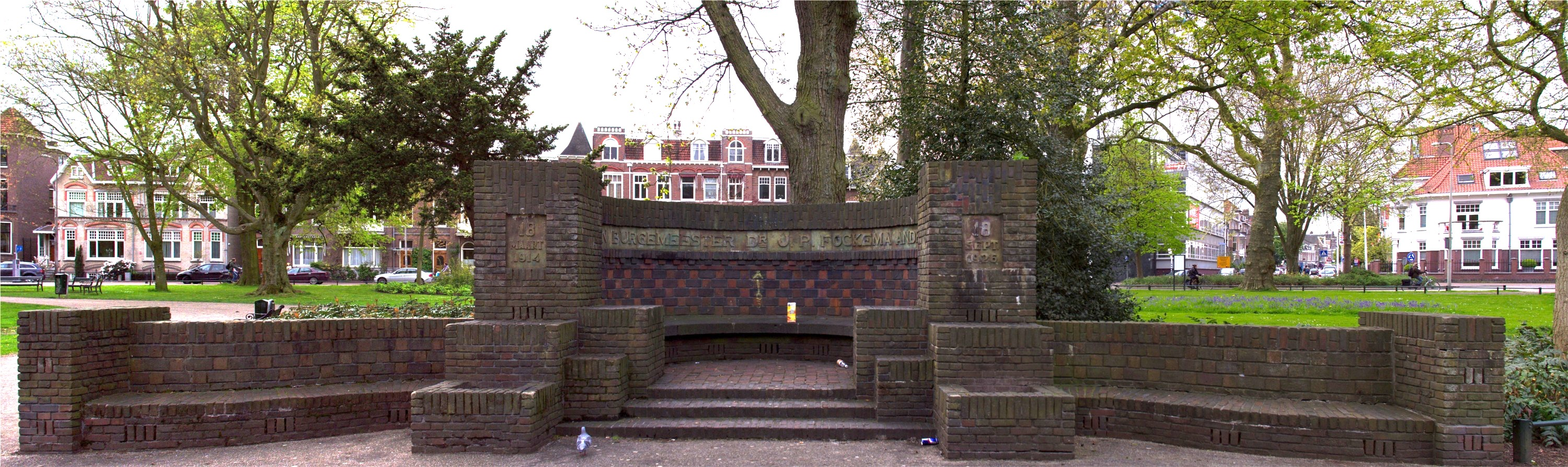
Herdenkingsbank in het Utrechtse Wilhelminapark, opgericht in het kader van 12,5 jaar ambtsjubileum.

Het burgemeesterschap was (zeker in die jaren) een carrièrestap en na zo'n indrukwekkende ambtelijke loopbaan was het dan ook logisch dat Fockema Andreae in 1914 benoemd werd als burgemeester van Utrecht. 19 jaar was hij burgervader van de stad. In die jaren ontwikkelde Utrecht zich tot spoorwegcentrum van Nederland, kreeg het de Koninklijke Nederlandse Jaarbeurs binnen haar grenzen en breidde met woningbouw de stad uit tot aan haar grenzen. Het door de gemeenteraad aangenomen algemene basisplan van Berlage gaf een belangrijke impuls aan het streven om Utrecht te maken tot het centrum van Nederland. Het was mede dankzij zijn lobby dat de scheepvaartverbinding tussen Amsterdam en het achterland (het Amsterdam-Rijnkanaal) langs Utrecht werd aangelegd.

### Nevenfuncties
- Fockema Andreae was van 1924 tot 1927 voorzitter van het dagelijks bestuur van de Vereniging van Nederlandse Gemeenten.[1]

## Commissaris van de Koningin
In 1933 werd Fockema Andreae benoemd tot commissaris van de Koningin te Groningen. In deze functie was hij de initiator van de oprichting van de Stichting het Groninger Landschap.
Vier jaar bekleedde hij de functie van commissaris. Huisvestingsproblemen zijn mogelijk de oorzaak van dit mislukte avontuur. Hij besloot zich als ambteloos burger te wijden aan wetenschappelijke studies.

## Familie en overlijden
Hij was de zoon van Sybrandus Johannes Fockema Andreae en Elisabeth Reinardina Tonckens, en kleinzoon van Joachimus Lunsingh Tonckens. Zijn broer Arnold Fockema Andreae was vicepresident van het Gerechtshof Arnhem en hij was een neef van Constant Willem Lunsingh Scheurleer. Hij bleef ongetrouwd en stierf drie dagen voor zijn zeventigste verjaardag.

## Onderscheidingen
- Ridder in de Orde van de Nederlandse Leeuw (1922);[2]
- Commandeur van het Legioen van Eer (1934).[3]

## Vernoemingen
In Utrecht zijn de Burgemeester Fockema Andreaelaan en het Burgemeester Fockema Andreaeplein naar hem genoemd.